# جواو بيدرو سيلفا (كرة يد)
جواو بيدرو سيلفا (بالبرتغالية: João Pedro Francisco da Silva‏) مواليد 29 يناير 1994 في البرازيل، هو لاعب كرة يد برازيلي يلعب كوسط مدافع. يلعب حاليا مع أديمار ليون ويحمل الرقم 14. مثل منتخب البرازيل لكرة اليد. شارك في دورة الألعاب الأولمبية الصيفية سنة 2016.

## سجل المنافسة
شارك في البطولات التالية:
- بطولة العالم لكرة اليد للرجال 2015
- الألعاب الأولمبية الصيفية 2016

## روابط خارجية
- جواو بيدرو سيلفا على موقع الاتحاد الدولي لكرة اليد (الإنجليزية)
- جواو بيدرو سيلفا على موقع الاتحاد الأوروبي لكرة اليد (الإنجليزية)
- جواو بيدرو سيلفا على موقع اللجنة الأولمبية الدولية (الإنجليزية)
- جواو بيدرو سيلفا على موقع أوليمبيديا (الإنجليزية)